# Notre-Dame-de-Monts
Notre-Dame-de-Monts – miejscowość i gmina we Francji, w regionie Kraj Loary, w departamencie Wandea.
Według danych na rok 1990 gminę zamieszkiwały 1 333 osoby, a gęstość zaludnienia wynosiła 65 osób/km² (wśród 1504 gmin Kraju Loary Notre-Dame-de-Monts plasuje się na 453. miejscu pod względem liczby ludności, natomiast pod względem powierzchni na miejscu 538.).